# Parque Nacional do Lago Crater
Crater Lake National Park é um parque nacional localizado nos Estados Unidos.